# The Network
The Network es una banda estadounidense de new wave formada en 2003, que ha lanzado al mercado un álbum de estudio, Money Money 2020, y un DVD en vivo, Disease is Punishment.
La banda está formada por seis miembros, los cuales usan máscaras para subir al escenario, dar entrevistas, etcétera. Nunca han sido fotografiados sin sus máscaras, y según ellos, son originarios de Alemania.
Había rumores de que la banda estaba integrada por miembros de Green Day, pasando un buen rato junto a su ayudante Jason White y otros conocidos de la banda, y con el pasar del tiempo, este rumor fue confirmado por los mismos integrantes de Green Day. Parece que para dar entrevistas contrataron a unos actores para que se hicieran pasar por The Network.
Por esto, The Network, al igual que Foxboro Hot Tubs, se considera actualmente un proyecto alternativo de los integrantes de Green Day.

## Historia
En el 2003, la disquera independiente que dirige Billie Joe Armstrong (líder de Green Day) Adeline Records firmó y publicó un disco titulado Money Money 2020 de una banda llamada The Network. Dicha banda consta de 6 miembros que salen con máscaras y nunca han sido captados por ninguna cámara sin portar sus disfraces.
Inmediatamente después de salir su disco, múltiples medios de comunicación (incluyendo la reconocida greenday.net) juguetearon con la idea de que The. Network eran en realidad los integrantes de Green Day divirtiéndose un rato con un proyecto alterno de new-wave, proto-punk tipo Devo. Estos rumores se acrecentaron cuando Billie Joe declaró "No soporto a estos tipos The Network son una basura, malagradecidos, yo les publiqué su disco, los traje del extranjero y ¿así me responden?, hablando mierda de mi banda, que se vayan al carajo".
Sólo hace falta oír la canción Transistors Gone Wild o Roshambo para darse cuenta de que efectivamente Fink (cantante y guitarrista de The Network) es el mismísimo Billie Joe Armstrong y al escuchar canciones como Reto o Joe Robot que Van Gough (bajista y cantante) es Mike Dirnt, bajista de Green Day.
La banda lanzó un segundo disco llamado Money money 2020 Pt II We told ya so!!, conteniendo 25 canciones en total.

## Integrantes
- "Fink" (Billie Joe Armstrong) - voz, guitarra rítmica
- "Van Gough" (Mike Dirnt) - voz, bajo
- "Balducci" (Jason White) - guitarra principal
- "The Snoo" (Tré Cool) - batería, percusión
- "Z" (Chris Dugan) - teclados
- "Captain Underpants" (Reto Peter) - keytar

## Discografía
EP
- Trans Am (20 de noviembre de 2020)

LP
- Money Money 2020Pt. I (30 de septiembre de 2003)
- Money Money 2020 Part II: We Told Ya So! (4 de diciembre de 2020)

DVD
- Money Money 2020 Companion DVD (30 de septiembre de 2003)
- Disease Is Punishment (9 de noviembre de 2004)

Singles
- Teenagers From Mars
- Joe Robot